# Kabinett John Quincy Adams

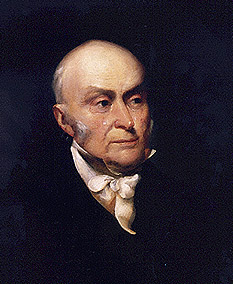
John Quincy Adams, sechster Präsident der Vereinigten Staaten

John Quincy Adams ist der einzige Präsident in der Geschichte der Vereinigten Staaten, der nicht durch das Electoral College, sondern durch das US-Repräsentantenhaus gewählt wurde. Bei der eigentlichen Wahl im Jahr 1824 hatte Andrew Jackson die einfache, aber nicht die absolute Mehrheit der Stimmen erhalten. Eine weitere Besonderheit dieser Wahl war, dass vier Kandidaten der Demokratisch-Republikanischen Partei gegeneinander antraten; andere Parteien gab es zu diesem Zeitpunkt nicht. Vier Jahre später trat Adams, der sich in der Zwischenzeit den Nationalrepublikanern angeschlossen hatte, erneut gegen Jackson an und unterlag. Damit wurde er wie zuvor sein Vater John Adams im Jahr 1800 als amtierender Präsident abgewählt.
In den vier Jahren seiner Präsidentschaft nahm Adams lediglich einen personellen Wechsel in seinem Kabinett vor: Kriegsminister James Barbour wurde durch Peter Buell Porter ersetzt. Adams berief erneut William Wirt zum Justizminister, der diesen Posten bereits unter Adams’ Vorgänger James Monroe bekleidet hatte. Wirt war damit insgesamt zwölf Jahre lang Attorney General; kein Vorgänger oder Nachfolger erreichte diese Zeitspanne.

## Mehrheit im Kongress
| Präsident                         | Präsident              | Kongress | Haus    | Haus    | Senat | Senat | Gesamt | Gesamt             |
| --------------------------------- | ---------------------- | -------- | ------- | ------- | ----- | ----- | ------ | ------------------ |
|                                   | John Quincy Adams (NR) | 19.      |         | 109/213 |       | 22/48 |        | Divided government |
| 20.                               | John Quincy Adams (NR) |          | 100/213 | 21/48   |       |       |        | Divided government |
| Quelle: Repräsentantenhaus, Senat |                        |          |         |         |       |       |        |                    |

## Das Kabinett
| Ressort / Amt                          | Amtsinhaber           | Partei | Partei                     | Zeitraum  | Bild |
| -------------------------------------- | --------------------- | ------ | -------------------------- | --------- | ---- |
| Präsident der Vereinigten Staaten      | John Quincy Adams     |        | National-Republikaner (NR) | 1825–1829 |      |
| Vizepräsident der Vereinigten Staaten  | John Caldwell Calhoun |        | Jacksonian (J)             | 1825–1829 |      |
| Ministerämter                          |                       |        |                            |           |      |
| Außenminister der Vereinigten Staaten  | Henry Clay            |        | NR                         | 1825–1829 |      |
| Finanzminister der Vereinigten Staaten | Richard Rush          |        | NR                         | 1825–1829 |      |
| Kriegsminister der Vereinigten Staaten | James Barbour         |        | NR                         | 1825–1828 |      |
| Kriegsminister der Vereinigten Staaten | Peter Buell Porter    |        | NR                         | 1828–1829 |      |
| Marineminister der Vereinigten Staaten | Samuel Lewis Southard |        | NR                         | 1825–1829 |      |
| Justizminister der Vereinigten Staaten | William Wirt          |        | AM                         | 1825–1829 |      |
| Postminister der Vereinigten Staaten   | John McLean           |        | NR                         | 1825–1829 |      |